# Meghe Dhaka Tara
Meghe Dhaka Tara (মেঘে ঢাকা তারা tzn. Zakryta chmurami gwiazda) to klasyk kina indyjskiego, czarno-biały dramat wyreżyserowany w 1960 roku przez bengalskiego reżysera Ritwik Ghataka. Ten film to kameralny koncert na zaledwie kilka głosów. Obok rodzeństwa: Neety i jej brata Shankara (zagranych przez Supriyą Chaudhary i Anil Chatterjee) współtworzą tę historię: Niranjan Ray w roli ukochanego Neety, Gita Ghatak jako jej zmysłowa siostra, Bijon Bhattacharya grający refleksyjnego, ale bezsilnego ojca i Gita Dey tworząca postać okrutnej matki.

## Fabuła
Hinduską rodzinę Neety rok 1947 zmusił do opuszczenia zagrożonego rzezią muzułmanów Wschodniego Bengalu. Na jego terenie po Podziale subkontynentu we krwi rodził się Wschodni Pakistan. Setki tysięcy uciekinierów znajdowały schronienie w Indiach. Wokół Kalkuty wyrosły kolonie uchodźców. W jednej z nich w rozwalającej się chacie walczy o przetrwanie małżeństwo (Geeta Dey i Bijon Bhattachaurya) z czwórką dorosłych dzieci. Najstarszy syn Shankar (Anil Chatterjee) nie śpieszy się z pomocą ojcu w utrzymaniu domu. Szkoli swój głos w śpiewie klasycznym marząc o sławie śpiewaka. Reszta też uczy się spełniając marzenia ojca, oczytanego w poezji nauczyciela. Starsza, ambitna w nauce córka Neeta (Supriya Choudhury) marzy o ślubie z ukochanym Sanatem (Niranjan Ray). Młodsza Geeta (Gita Ghatak) zaniedbując naukę cieszy się przede wszystkim ze strojów i klejnotów próbując zainteresować sobą Samata. Najmłodszy syn Mantu marzy o karierze sportowca. Sytuacja rodziny drastycznie zmienia się, gdy okaleczony ojciec przestaje być żywicielem rodziny. Matka podtrzymując wpojone w Neetę poczucie obowiązku wymusza na niej porzucenie studiów. Neeta zaczyna utrzymywać dom. Niecierpliwiącego się Samata przekonuje, że ze ślubem muszą poczekać do chwili, gdy śpiew jej brata Shankara uczyni go sławnym. W tej sytuacji jej młodsza siostra wykorzystuje nieporozumienie między młodą parą. Wkrótce zrozpaczona Neeta uczy się ze swoim bratem pieśni Tagore. Na ślub swojej siostry z jej ukochanym Samatem.

## Obsada
- Supriya Choudhury – Nita
- Anil Chatterjee – Shankar
- Niranjan Ray – Sanat (jako Niranjan Roy)
- Gita Ghatak – Gita
- Bijon Bhattacharya – ojciec
- Gita Dey – matka (jako Gita De)
- Dwiju Bhawal – Mantu
- Gyanesh Mukherjee – Banshi Dutta
- Ranen Ray Choudhury – Baul śpiewak (jako Ranen Roy Choudhury)